# Sierra de las Minas
La sierra de las Minas est une formation montagneuse de l'Est du Guatemala qui s'étend sur 130 km de l'est de la vallée de la rivière Salamá jusqu'au sud-ouest du lac Izabal. Son point culminant est le cerro Raxón qui culmine à 3 015 m d'altitude. Sa largeur varie entre 15 et 30 km et elle est bordée par les vallées du rio Polochic dans le nord et le fleuve Motagua au sud. La vallée de la rivière Salamá la sépare de la chaîne de la sierra de Chuacús.
La sierra de las Minas possède de riches gisements de jade et de marbre qui ont été exploités au cours des siècles, ces activités minières à petite échelle expliquant le nom de la chaîne de montagnes. La chaîne montagneuse dispose de plusieurs types d'habitats naturels, dont les plus grandes forêts de nuages de Méso-Amérique et abrite une faune riche et variée. 

## Réserve de biosphère
En 1992, l'Unesco a reconnu la réserve de la Sierra de las Minas créée le 4 octobre 1990,d'une surface totale de 2 408,03 km2, en tant que réserve de biosphère.

### Habitats et écosystème
En raison de sa taille et des grandes variations d'altitude ainsi que de précipitations, la réserve possède une variété importante d'habitats et d'écosystèmes, dont :
- la forêt épineuse subtropicale, aussi connue comme la vallée de brousses xériques de Motagua, avec des espèces de cactus, des espèces de Guaiacum, Vachellia farnesiana et Bucida macrostachys ;
- la forêt tropophile avec comme espèces : Encyclia diota, Ceiba aesculifolia et Leucaena guatemalensis ;
- la forêt subtropicale humide avec comme espèces : Attalea cohune, Terminalia amazonia, Pinus caribaea et Manilkara zapota ;
- la forêt subtropicale humide de montagne avec comme espèces : Pinus oocarpa, Quercus sp., Alnus jorullensis et Encyclia selligera ;
- la forêt de nuage, avec comme espèces : Alfaroa costaricensis, Brunellia mexicana, des espèces de Gunnera et Magnolia guatemalensis ;
- l'agroécosystème avec le café, le riz, le maïs, etc. ;
- les pâturages avec des espèces de Tillandsia.